# Dejan Stefanović
Dejan Stefanović (kyrillisch Дејан Стефановић, * 28. Oktober 1974 in Niš, SFR Jugoslawien) ist ein ehemaliger serbischer Fußballspieler. Der Innenverteidiger gewann im Jahr 1995 mit Roter Stern Belgrad die jugoslawische Meisterschaft.

## Vereinskarriere
Stefanović startete seine Profikarriere in der Saison 1992/93 beim serbischen Spitzenklub Roter Stern Belgrad. 1995 wurde er mit Klub nationaler Meister, in den Jahren 1993 und 1995 gewann er mit seiner Mannschaft den Landespokal. 
Ende Dezember 1995 wurde er wie sein Belgrader Mannschaftskollege Darko Kovačević für zwei Millionen Pfund vom englischen Erstligisten Sheffield Wednesday verpflichtet. Stefanović gelang es bei Sheffield in seinen vier Jahre nicht, sich dauerhaft in der Stammformation zu halten. 1999 verließ er den englischen Klub wieder und wechselte ablösefrei zu Perugia Calcio, die er aber nur kurze Zeit später ohne ein Spiel absolviert zu haben wieder verließ und kehrte in seine Heimat zu OFK Belgrad zurück. Auch dort blieb er nur wenige Monate bevor er sich dem niederländischen Klub Vitesse Arnheim anschloss.
Bei Arnheim wurde er schnell Stammspieler und später auch Mannschaftskapitän. Nach vier Jahren in den Niederlanden wechselte er zu Beginn der Saison 2003/04 erneut in die Premier League nach England. Der FC Portsmouth bezahlte 1,85 Millionen Pfund Ablöse um sich die Dienste des Innenverteidigers zu sichern. Anders als in seiner Zeit bei Sheffield konnte er sich bei Portsmouth einen Stammplatz sichern und wurde von den Fans in der Saison 2005/06 zum Spieler des Jahres gewählt.
Von Trainer Alain Perrin wurde er zum Mannschaftskapitän ernannt, wirkte aber auch Gerüchten zufolge mit seinem Einfluss auf den damaligen Klubpräsidenten Milan Mandarić an der Entlassung des Franzosen und der Wiederverpflichtung von Harry Redknapp mit.
In der Saison 2006/07 wurde Stefanović von der Innenverteidigung auf die Position des linken Außenverteidigers umgestellt und konnte auch auf dieser Position überzeugen. Mit den Verpflichtungen von Hermann Hreiðarsson und Sylvain Distin war sein Stammplatz gefährdet, zudem wurde er als Kapitän von Sol Campbell abgelöst. Daraufhin wechselte er Ende August für eine Million Pfund zum Ligakonkurrenten FC Fulham. Nach einem Jahr schloss er sich Norwich City an. Im Sommer 2009 verließ er den Klub, um seine Karriere in der sechstklassigen National League South bei Havant & Waterlooville FC ausklingen zu lassen.

## Nationalmannschaft
Stefanović debütierte 1995 in einem Freundschaftsspiel gegen Hongkong in der Nationalmannschaft von Restjugoslawien. Bis zu seinem Rücktritt im Jahre 2004 absolvierte er 20 Länderspiele für seine Landesauswahl, die Teilnahme an einem großen internationalen Turnier blieb ihm allerdings verwehrt.  